# Metallurg Schlobin
Metallurg Schlobin (russisch Металлург Жлобин) ist ein belarussischer Eishockeyklub aus Schlobin, der in der belarussischen Extraliga spielt. Der Klub wurde 2006 wieder gegründet und trägt seine Heimspiele im Eissportpalast Schlobin aus, der 2000 Zuschauern Platz bietet.

## Geschichte
Der Verein trat das erste Mal in der Spielzeit 1985/86 in Erscheinung, als er an der zweiten Spielklasse der Belarussischen SSR teilnahm. 1989 realisierte die erste Mannschaft des Vereins den Aufstieg in die höchste regionale Spielklasse und nannte sich ab diesem Zeitpunkt Belstal Schlobin.  Ab 1994 nahm Belstal außerdem an der East European Hockey League teil.
Nach der Saison 1995/96 wurde der Verein aufgelöst. Im Mai 2006 wurde Metallurg wiedergegründet und nimmt seitdem an der höchsten Spielklasse, der Extraliga, teil.

## Bekannte ehemalige Spieler
- Aleksejs Širokovs (* 1981)

## Erfolge
Im Jahr 2012 gewann der Verein erstmals die belarussische Meisterschaft, nachdem er 2011 den Pokalsieg erreicht hatte. Der zweite Meistertitel konnte 2022 gefiert werden.